# Файт I фон Шьонбург-Глаухау
Файт I фон Шьонбург-Глаухау (на немски: Veit I von Schönburg-Glauchau; † пр. 1422) е господар на Шьонбург-Глаухау-Валденбург.

## Произход
Той е син на Фридрих IX фон Шьонбург-Глаухау-Валденбург († 1389) и съпругата му Агнес фон Вартенберг († сл. 1373). Внук е на Херман V фон Шьонбург-Глаухау († 1335) и Мехтилд фон Вилденфелс, господарка на Глаухау († сл. 1335). Сестра му София фон Шьонбург-Глаухау († сл. 1370) се омъжва за Венцел I фон Шьонбург-Хасенщайн († сл. 1422)

## Фамилия
Първи брак: с Агнес фон Шьонбург († сл. 1372), дъщеря на Херман VI фон Шьонбург-Кримитцшау († 1382) и Мехтилд фон Хакеборн († сл. 1387). Бракът е бездетен.
Втори брак: с Юта фон Лайзниг († сл. 1388/1420), дъщеря на бургграф Албрехт VIII фон Лайзниг († сл. 1408/1411) и София фон Валденбург († сл. 1394). Те имат три деца:
- Фридрих XII фон Шьонбург-Глаухау († 16 юни 1426, убит в битката при Аусиг), господар на Шьонбург-Глаухау-Валденбург, женен пр. 3 март 1414 г. за София фон Вербен-Майсен († сл. 3 юни 1435)
- Анастасия († 1463)
- Агнес († 1436), омъжена за Дитрих VII фон Кирхберг в Кранихфелд († 1455).